# 게이안의 변
게이안의 변(일본어: 慶安の変)은 1651년(게이안 4년) 4월부터 7월 사이에 일본 에도 시대에 일어난 정치적 사건이다. 주요 음모자인 유이 쇼세쓰의 이름에서 따와 유이 쇼세쓰의 난이라고도 한다.

## 경위

### 유이 쇼세쓰와 사회적 상황
유이 쇼세쓰는 각지의 다이묘뿐 아니라 에도 막부의 정이대장군(쇼군)으로부터도 관직 제안을 받을 정도로 저명한 유학자였다. 하지만 쇼세쓰는 관직에 흥미를 보이지 않고 문하생들을 가르치는 데 힘을 쏟았다.
이 무렵 쇼군 도쿠가와 이에미쓰는 엄격한 무단 정치를 펼치고 있었다. 세키가하라 전투와 오사카 전투 이후에 많은 다이묘들이 감봉되거나 개역당하면서 낭인의 수도 크게 늘어났다. 재임용의 길도 막힌 낭인들 중에는 무사 신분을 포기하고 농민이나 조닌이 되는 사람도 적지 않았다. 하지만 대다수의 낭인들은 자신들을 이런 처지로 몰아넣은 막부를 증오했으며 생활고를 견뎌내기 위해 도적으로 전락하는 자도 있었다. 이런 낭인들의 존재는 자연스럽게 사회 불안을 야기했다.
쇼세쓰의 이런 낭인들의 지지를 받기 시작했다. 특히 쇼세쓰가 막부에서 일할 것을 거절하자 낭인들은 여기서 공감대를 형성하여 쇼세쓰의 문하에는 막부를 비판하는 세력들이 늘어났다.

### 계획과 탄로
1651년 4월 이에미쓰가 사망하고 11살밖에 되지 않은 아들 도쿠가와 이에쓰나가 쇼군의 자리를 물려받았다. 어린 쇼군이 탄생하면서 권력에 공백이 생기자 쇼세쓰는 이를 기회로 여기고 막부를 뒤엎고 낭인을 구제한다는 명분으로 행동을 게시했다. 이들은 우선 낭인 마루바시 주야가 막부의 화약고를 폭발시켜 에도성을 불태우고 이에 깜짝 놀라서 에도성을 뛰쳐 나오는 노중을 비롯한 막부의 신하와 하타모토 등을 철포로 쏴 죽인 뒤 이에쓰나를 인질로 잡는다는 계획을 세웠다. 그리고 쇼세쓰는 교토로 가 고코묘 천황을 유괴해 정치의 실권을 빼앗기로 했다.
하지만 계획에 참여한 오쿠무라 하치자에몬이 밀고를 하면서 계획은 사전에 탄로나 버렸다. 7월 23일에 막부는 에도에서 주야를 체포했다. 한편 하루 앞서서 도쿄를 떠나 교토로 향하던 쇼세쓰는 25일에 슨푸에 도착했다. 그리고 다음 날 아침 봉행소에 체포돼 자결을 강요받았다. 쇼세쓰가 죽었다는 소식을 들은 가나이 한베에가 30일에 오사카에서 자결했고 8월 10일 체포된 주야가 책형에 처해지면서 계획은 실패로 끝났다.

### 이후
소바슈 나카네 마사모리는 요리키를 파견해 사건의 배후(막부 내 무단파와 쇼세쓰의 관계)를 철저하게 조사했는데 특히 기슈의 동향을 주시했다. 쇼세쓰의 유품에서 기슈번주 도쿠가와 요리노부의 편지가 발견되어 요리노부가 관여되어 있다고 의심을 받았기 때문이었다. 이 편지는 나중에 위조로 드러나지만 무단파의 맹주란 이유로 에도성에 체류할 것을 명받았다. 요리노부가 기슈에 돌아갈 수 있었던 건 이에쓰나가 성인이 된 8년 뒤의 일이었다. 이로써 요리노부는 실각했고 무단파 세력은 일소되었다.
게이안의 변이 일어난 다음 해에는 마찬가지로 낭인들의 불만이 원인이 된 조오의 변이 발생했다. 이에 막부는 노중 아베 다다아키를 중심으로 하여 막부 정책의 전환을 꾀해 낭인 대책에 힘을 쏟기 시작했다. 개역을 줄이기 위해 말기양자의 금을 완화하고 각 번이 낭인을 채용하도록 장려했다. 이후 막부 정치는 기존의 무단 정치에서 법률과 학문으로 통치하는 문치 정치로 이행하게 되는데 이는 역설적으로 쇼세쓰의 이념을 받아들인 셈이 되었다.

## 참고 문헌
- 石川恒太郎. 《日本浪人史》 (일본어). ASIN B000J80ET0.